# Merissa Smith
Merissa Smith (Tauranga, 11 de novembro de 1990) é uma futebolista profissional neozelandesa que atua como atacante.

## Carreira
Merissa Smith fez parte do elenco da Seleção Neozelandesa de Futebol Feminino, nas Olimpíadas de 2008. 